# Greatest Hits (album Mötley Crüe)
Greatest Hits – drugi album kompilacyjny amerykańskiej grupy Motley Crue wydany 1998 roku.
Na albumie znajdują się dwie nowe piosenki "Bitter Pill" i "Enslaved".

## Lista utworów
1. Bitter Pill (Sixx, Lee, Mars, Neil)
2. Enslaved (Lee, Mars, Sixx)
3. Girls, Girls, Girls
4. Kickstart My Heart
5. Wild Side
6. Glitter
7. Dr. Feelgood
8. Same Ol' Situation (S.O.S.)
9. Home Sweet Home
10. Afraid
11. Don't Go Away Mad (Just Go Away)
12. Without You
13. Smokin' In The Boys Room
14. Primal Scream
15. Too Fast For Love
16. Looks That Kill
17. Shout At The Devil '97